# Конгрессмен
Конгрессмен/Конгрессвумен, или член Конгресса, — это человек, который был назначен или избран в официальный орган, называемый «Конгрессом». Как правило, он представляет в этом законодательном органе определённый избирательный округ.
Круг занятий конгрессмена, его права и обязанности определяются функциями Конгресса. Перед фамилией члена Конгресса обычно ставится титул «конгрессмен».
В США, имеющих двухпалатный Конгресс, членов верхней палаты (Сената) называют сенаторами. Поэтому термин «член Конгресса» распространяется на членов обеих палат, но слово «конгрессмен» применяется в основном только к членам нижней палаты Конгресса — Палаты представителей.